# マスメディア

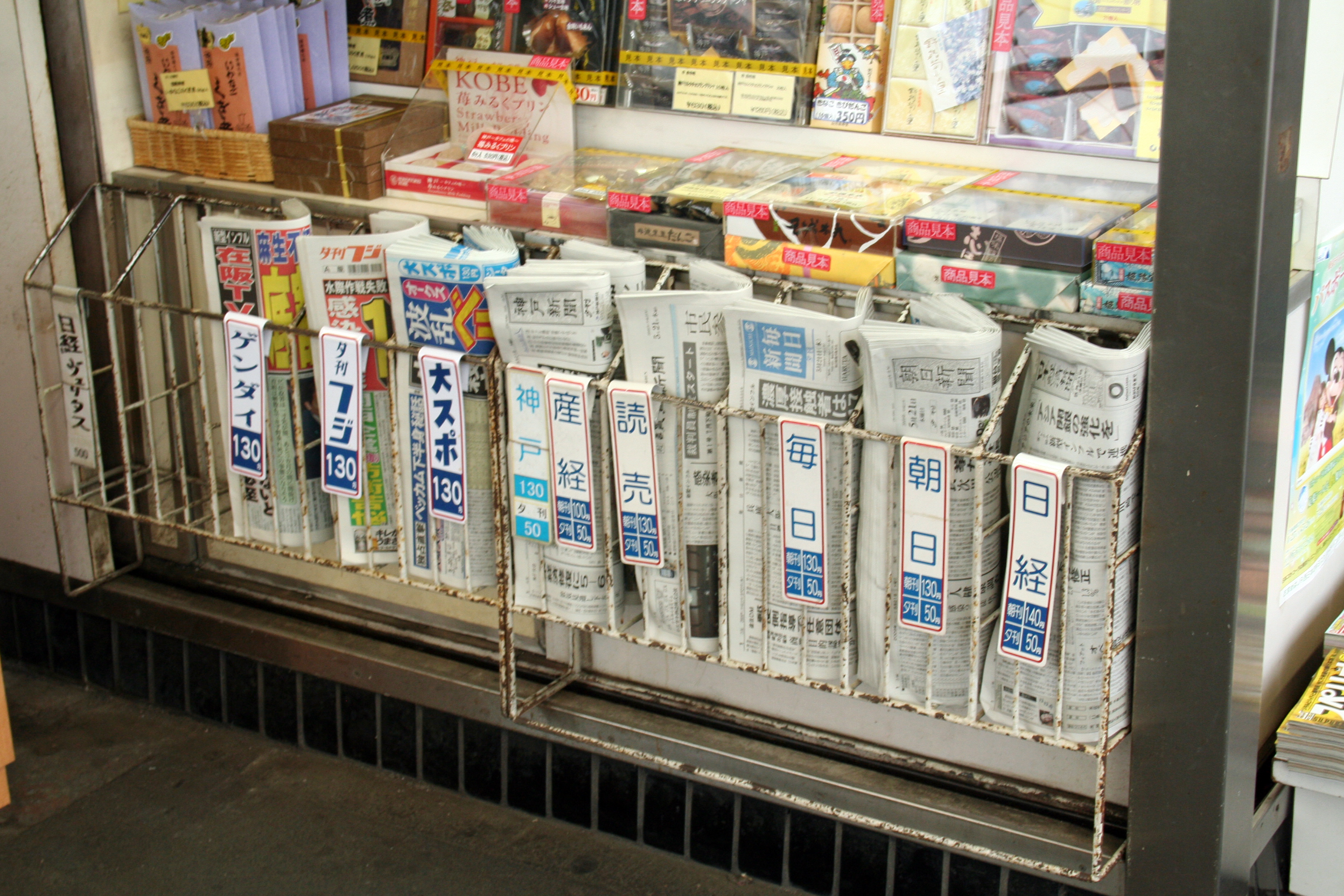
姫路駅のキヨスク。新聞は代表的なマスメディアのひとつである。

マスメディア（mass media）あるいは大衆媒体（たいしゅうばいたい）とは、マスコミュニケーションを可能とする媒体のことである。

## 概説

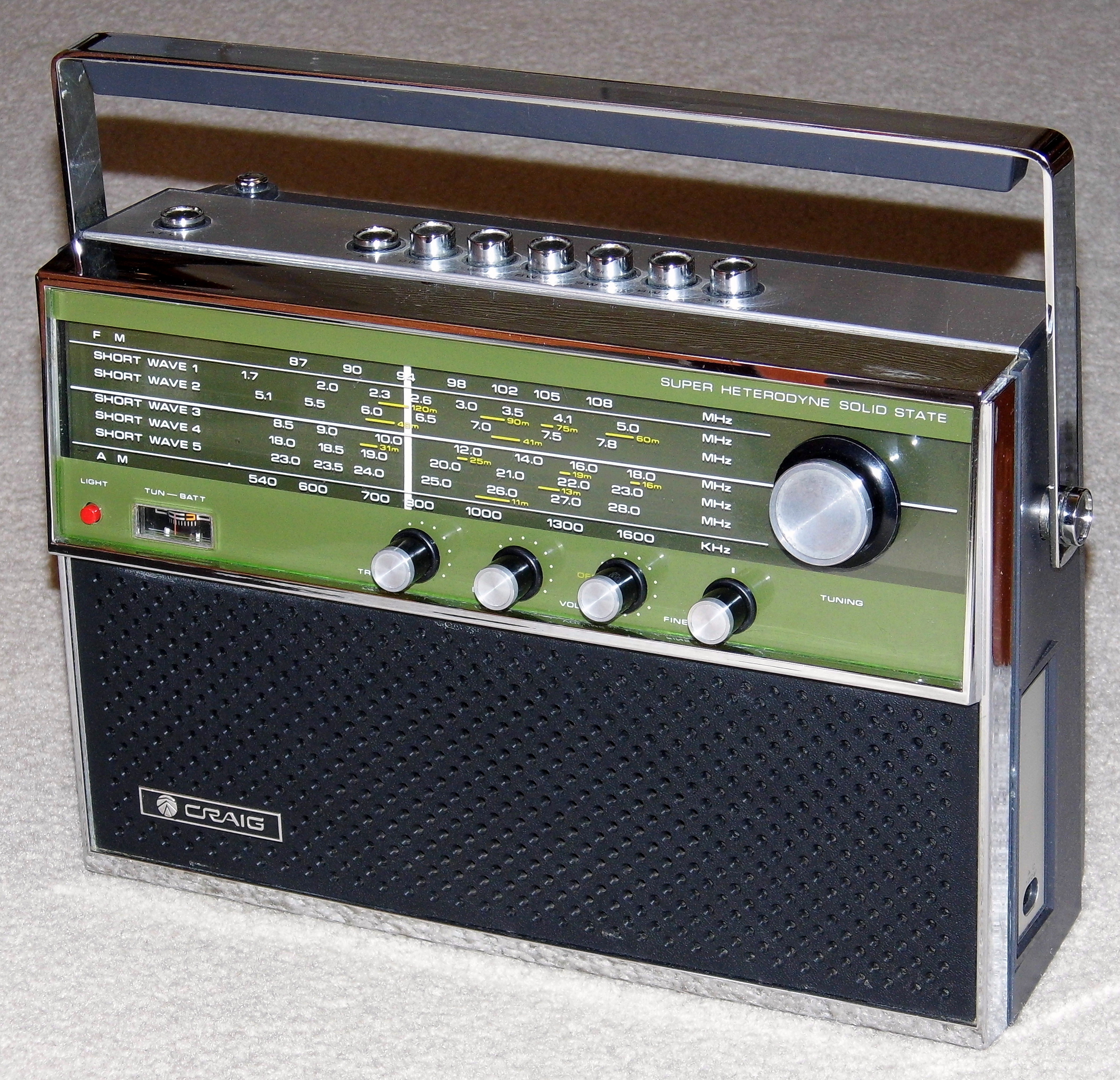
古いラジオ受信機。ラジオは古い放送メディアである

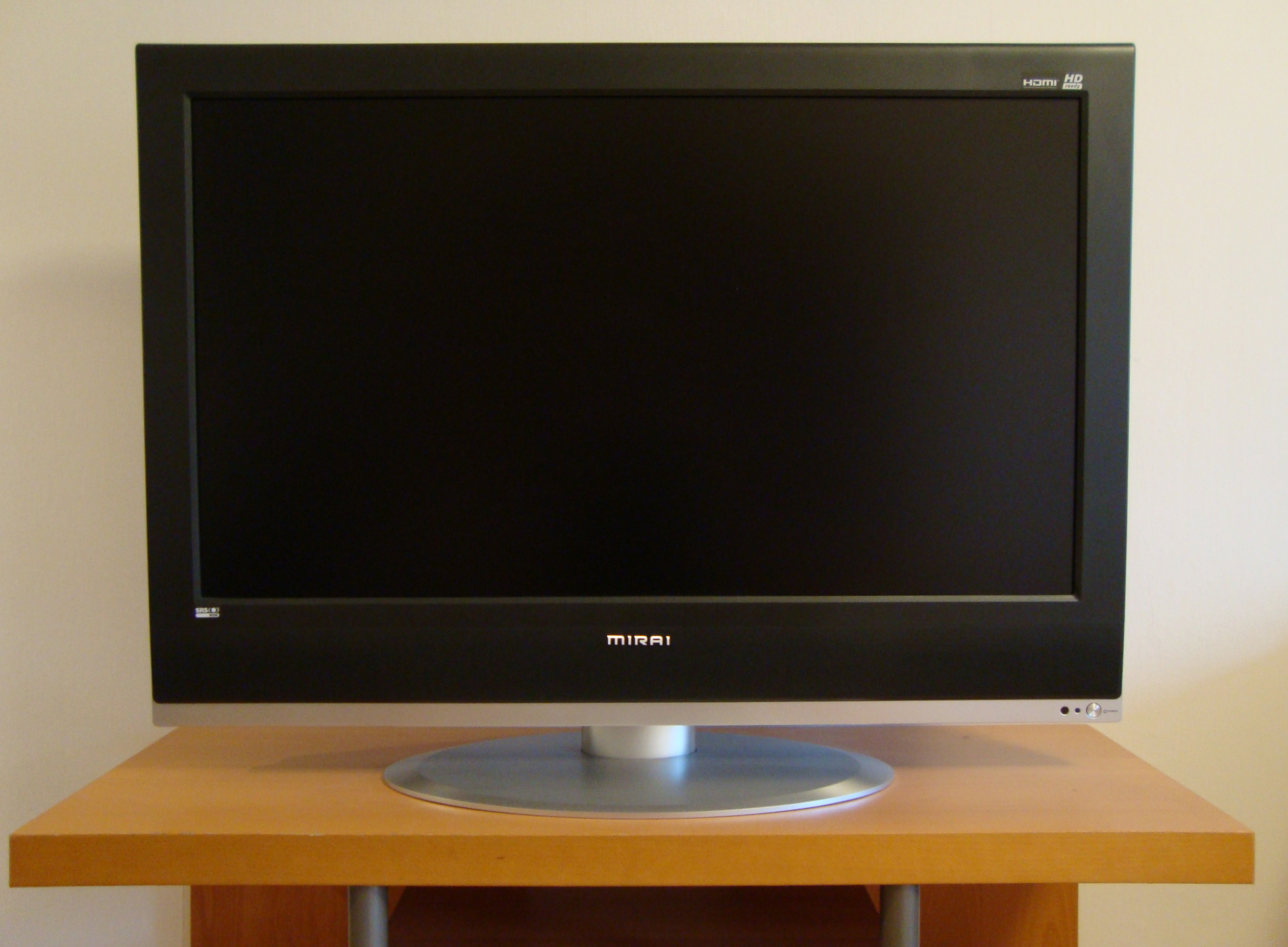
テレビ

マスメディアとはマスコミュニケーションを行うメディア（＝媒体）のことであり、例えば新聞・出版・放送などを指す。ブリタニカ国際百科事典によると、新聞、テレビ、ラジオ、映画、雑誌などに代表される、受け手である大衆に対して自称公的・間接的・一方的に意味内容を伝達するような技術的道具や装置のことを言う。また「マスメディア」は、マスメディアを用いてマスコミュニケーションを行っている組織も含めて指すこともある。例えば新聞社、出版社、放送局（テレビ局、ラジオ局）などである。マスメディアは入手した情報を自らの判断の下で編集し利用者へと公開するが、これはジャーナリズムの機能そのものであり、このためマスメディアは必然的にジャーナリズム機能を備えることとなる。
なおマスコミュニケーションとは、大衆への大量の情報伝達を指す。が、日本では「マスコミュニケーション」の略語の「マスコミ」をマスメディアという意味でも用いることがある。上記のように、これらの概念は非常に近接したものであるため、メディアやマスメディア、マスコミ（マスコミュニケーション）という言葉がジャーナリズムを指すことも多い。
現代のマスメディアがどのような状態かというと、資本主義社会においてはマスメディアの大多数が営利企業としていとなまれており、その結果、利潤の獲得や経営の安定が優先される傾向があり、伝達される内容が低俗化・画一化する傾向がある。一方、社会主義社会においては政府や支配政党の方針によって伝達される内容が編集される状態になる。

## 歴史

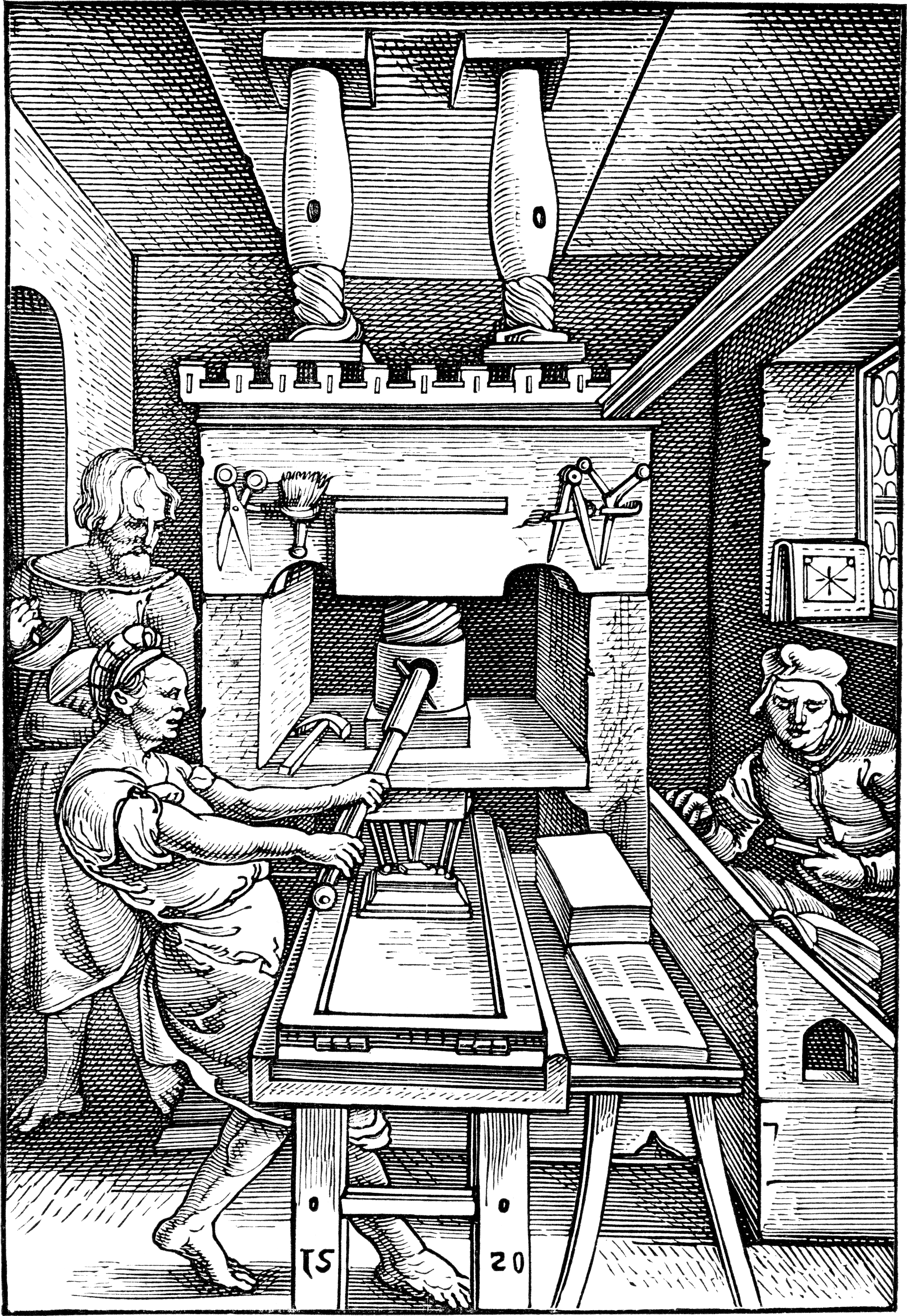
1520年ごろの活版印刷

大量の受け手への、情報の同時発信を最初に可能にしたのは15世紀半ばのヨハネス・グーテンベルクによる活版印刷の発明である。グーテンベルクは活版印刷術を使い、世界初の近代的な出版物であるグーテンベルク聖書を完成させた。この活版印刷術は急速にヨーロッパに広まり、1480年ごろにはすでにヨーロッパの各地に印刷所が設立されていた。これにより出版が盛んになり、それまでに比べ非常に大量の書籍が発行されるようになった。またこの印刷の隆盛はパンフレット類の大量発行をも可能にし、この流れの中で15世紀末以降、不定期刊行の新聞が各地で発行されるようになった。こうした新聞は初期には何か大事件があった際にのみ発行される、いわゆる瓦版のようなものであったが、17世紀初頭には週刊化する新聞が出現し始めた。
こうして新聞が一般化した18世紀に入ると、アメリカ独立戦争やフランス革命などの市民革命が起きるようになるが、この過程で新聞は世論の形成に大きな役割を果たし、樹立された新政府においては自由権の一部として法的に言論の自由が認められるようになった。この言論の自由はのちにマスメディアの拠って立つ根幹となった。
欧米では、19世紀の産業革命による都市人口の増加や社会変化に伴い、新聞の大衆化が進んだ。同時期、印刷技術が長足の進歩を遂げたことで書籍の大量生産も可能になり、出版業もまた大衆化が進んでいった。
1876年に電話が発明されると、これを利用して不特定多数の利用者に情報や娯楽を提供するアイデアが生まれ、1879年にはすでに電話線を利用した放送が試みられていた。1893年にはオーストリア・ハンガリーのブダペストにおいて有線放送局が成立したものの、これはほとんど追随者を生まなかった。一方、1895年には、マルコーニが電波による無線通信の実験に成功し、1920年に世界最初の商業ラジオ局であるKDKAがアメリカ合衆国・ペンシルベニア州で開局した。1922年にはアメリカでラジオブームが起き、以後ラジオは急速に普及した。
ラジオは音声だけの放送であるため、これに加えて画像の送信をも可能とするテレビの開発が1920年代には世界各国で開始され、やがて1930年代には試験放送がはじまった。1950年代に入るとテレビはアメリカで急速に普及し、欧州諸国や日本などもすぐにこれに続いた。テレビはメディアの中でもっとも巨大なものとなり、20世紀後半の社会の在り方を大きく変えた。一方ラジオは1950年代中盤のトランジスタラジオの開発によって小型化が進み、電池の改良と相まってどこにでも携帯することが可能になったことで一定の地位を確保した。新聞・雑誌は放送メディアにくらべて速報性に劣り、広告の出稿などで徐々にテレビ優勢の状況が作られていったものの、テレビに次ぐ重要なマスメディアとしての地位を確保していた。
こうした状況は、1990年代後半あたりからのインターネット利用の普及で大幅に変化した。世界的なインターネット利用の急増に伴って、旧来のマスメディア各媒体の相対的位置付けの低下が徐々に進行している。日本を例にとれば、1995年から2010年にかけてインターネットの利用が激増する一方で、テレビ視聴時間は微減、新聞・ラジオ・雑誌は減少傾向にある。アメリカやヨーロッパにおいては特に従来の紙による新聞の販売が漸減しており、2009年ごろから新聞社の規模縮小や廃刊が続いている。

## 機能
マスメディアの機能に関しては、多くの学者が分類を行っている。
ハロルド・ラスウェルはマスメディアの機能を、社会環境の現状や変化に対し情報を伝え警告を発する「環境の監視」、社会環境に関して構成員間の意見を整理し世論を形成させる「構成員の相互作用」、そして価値観や社会的規範、知識などを次の世代へと繋いでいく「社会的遺産の世代的伝達」の3つに分類した。
ウィルバー・シュラムは同様に、マスメディアの機能を「見張りの機能」、「討論の機能」、「教師の機能」の3つとした。
ロバート・キング・マートンとポール・フェリックス・ラザースフェルドは、マスメディアの機能を、人物や事象を社会的に認知させる「地位付与の機能」、道徳や法を人々に認知させ従わせる「社会規範の強制機能」、そして大量の情報によって人々の感覚を麻痺させ社会への関心をなくさせる「麻酔的悪作用」の3つであるとした。

## 意義
マスメディアには様々な社会的意義が存在する。

### 政治面
特に政治において、マスメディアは大きな役割を持っている。政治におけるマスメディアの役割としては、自らの意思によって政治的な事実を報道・解説することによって、一般市民に政治的判断の基準を提供することがあげられる。この機能によって、18世紀末ごろには世論が明確に形成されるようになり、19世紀のヨーロッパにおける新聞をはじめとするマスメディアの発達は、ナショナリズムの成長や大衆の国民化へとつながり、国民の政治意識の向上と民主主義の発達をもたらした。こうした政治的機能の巨大さから、マスメディアは立法・司法・行政と並ぶ「第四の権力」と評されることも多い。
また、マスメディアの政治に対する影響は、それが政府や権力側を利するものであるという批判と、逆に少数派の意見をくみ取ることができるとする擁護論の双方が存在する。権力を監視し批判することこそマスメディアの使命であるとする考え（ウォッチドッグ機能）も存在するが、権力批判を至上命題とした場合ともすれば権力に従わない犯罪者をも擁護することになりかねず、善悪の転倒が起きる場合がある。政治家がマスメディアに向けて単純だがわかりやすいパフォーマンスを行い、選挙民がそれに強く影響される、いわゆるポピュリズムの問題も指摘されている。
民主国家のみならず独裁制においてもマスメディアは大きな役割を持ち、こうした独裁国家では政府に指導・統制されたマスメディアは情報操作により世論を政府寄りに保ち続ける社会統制のあからさまな道具となっている。なかでもファシズムにおいてはマスメディアは非常に重要な役割を持ち、ナチス・ドイツなどではマスメディア、特にラジオでのプロパガンダを通じて世論を操作した。ただし常にマスメディアが独裁国家に有利な役割を果たすとは限らず、逆に1970年代以降、発達したマスメディアから他国の政治情勢を入手することで国民の自国の政治体制に対する不満が高まり、連鎖的に民主化が起こることにもなった。

### その他
政治面に限らず、人々への情報提供そのものが社会的に非常に重要なものである。マスメディアによって供給される情報は一般の人々にとっても、また専門職の従事者にとってもこれからどのような行動をとるかの参考となる。災害時における情報提供も大変重要であり、災害発生が予測される時点においての警報・対策情報から、被害状況の発信、発生後の被災者への情報発信や被災地外からの支援提供に至るまで、その機能は多岐にわたる。
そのほか、マスメディアが供給するさまざまな娯楽も重要な意義のひとつである。映画やドラマ、スポーツの鑑賞などの直接的な娯楽のみならず、余暇やレジャーなどを楽しむための娯楽情報もマスメディアからは大量に発信されている。また、趣味や嗜好を満たすための文化や教養面の情報も発信され、教育的な機能も持っている。企業が自らの商品を売り込むための広告や、各団体が行う広報も、マスメディアでは大量に流される。こうしたマスメディアによる画一的で一方的な大量の情報の提供は、市民の受け取る情報を一様なものとすることで広汎な共通文化市場を生み出し、人々が広く愉しむ大衆文化を成立させた。人々が受け取る同一の情報はお互いの間に共通の話題を成立させ、またある対象に対する人気や、広告やCMと結びつくことで流行を生み出すこととなった。

## 経営

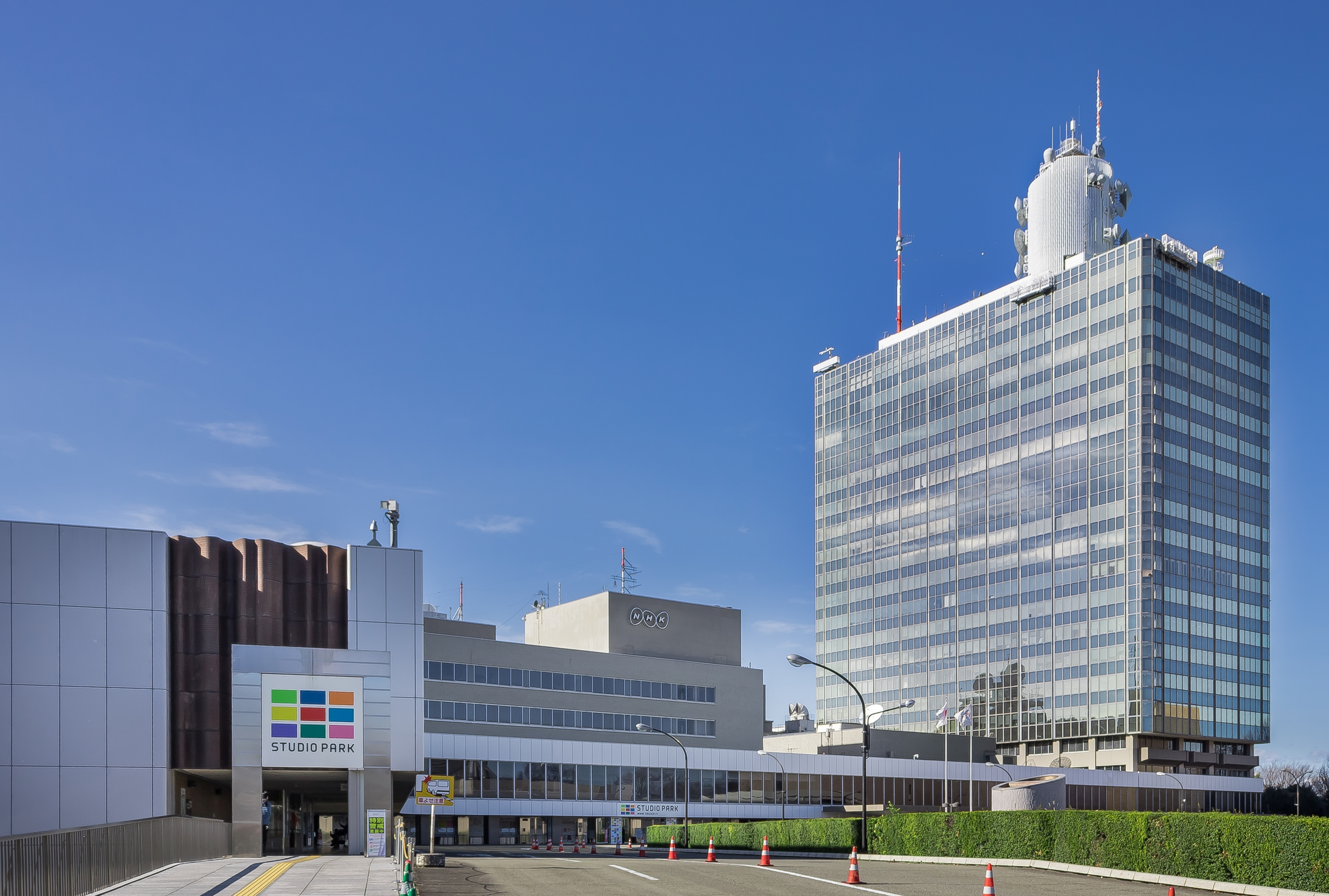
NHK放送センター。NHKは受信料で運営される

マスメディアの収入源には大きく分けて、情報の発信側から受け取る広告料と、受け手に課金する料金（受信料、購読料など）、そして事業収入などのその他収入がある。この収入の割合はメディアによって異なり、たとえば日本においては新聞社は平均で販売収入が52.7%、広告収入が30.8%（2006年）となっており、どちらからも収入があるが販売収入の方がやや主となっている。これに対し、ヨーロッパやアメリカの新聞社の収入の8割は広告からのものとなっており、広告に依存する収入体系となっている。
新聞と異なり、放送は課金手段が様々ある。民間放送にも広告料での運営と受信料での運営の2形態があり、公共放送はBBCやNHKのように受信料のみで運営する局のほか、広告料と受信料の両方受け取る局、政府交付金を受ける局など、国によって収入源が異なる（公共放送の項参照）。衛星放送や有線放送の場合、ペイ・パー・ビュー方式などで視聴者に課金する局もある。
ネットの発達と利用者の増加で、既存メディアは広告や情報の受信手段としての役割をネットと競合するようになり、全体的なメディアの傾向として、収入は頭打ちか減少傾向にある。アメリカの新聞社では減少傾向が顕著で、ニューヨーク・タイムズは巨額の赤字を出し、本社社屋の売却などのリストラを進めているほか、2009年には、クリスチャン・サイエンス・モニター、シアトル・ポスト・インテリジェンサー、ロッキーマウンテン・ニュースが経営難で日刊紙の発行を取りやめた。
メディア産業は、出版がやや小規模の資本でも行えることを除けばいずれも巨大な資本を必要とするため、企業の大規模化が進んでいる。さらに大規模化した企業は同業他社の買収や系列化、他メディアへの進出、さらにはコンテンツ産業であるプロ野球（球団）やサッカー、所有不動産の賃貸、まったくの別分野である旅行会社やホテルなどへの多角化を行い、巨大なメディア・コングロマリットを形成しているところも多い。こうしたメディア・コングロマリットは経営の安定をもたらす一方で、メディアの寡占化が進み健全な言論空間の構築に悪影響をもたらす恐れがあるため、独占禁止法以外にもさまざまな規制が導入されている。一例として、日本の放送法93条においてはマスメディア集中排除原則が定められ、過度の系列化を禁じている。

## 主なマスメディア
以下、現代におけるマスメディアを媒体別に区分する。

### 電波を媒体とするマスメディア
- テレビ
- ラジオ
- 携帯電話

### 紙を媒体とするマスメディア
- 新聞
- 雑誌（特に週刊誌）
- フリーペーパー

### その他のマスメディア
- インターネット
  - インターネット放送
  - ニュースサイト
  - 動画共有サービス
  - 電子掲示板
  - ブログ

もともと、マスメディアは「印刷媒体」と「非印刷媒体」に分けられる、とされている。広義のマスメディアには映画や音楽（レコード）、出版（書籍）全体を含むこともある。このなかでも影響力が強いテレビ・ラジオ・新聞・雑誌はマスコミ四媒体と呼ばれ、狭義においてマスメディアとはこの4つのメディアのことを指していた。

## 新しいマスメディア
1990年代後半から普及したインターネットは既存のマスメディアの構造を大きく揺るがした。取材には資金と組織力が必要なこと、検証可能性の高さなどから、インターネット時代においても新聞社などマスコミ企業の優位性は変わらないという意見がある。一方、マスコミ企業は取材中心の通信社的な役割に縮小し、評論や世論形成はブログなど個人のウェブサイトやSNSなどが中心になるという見方もある（ソーシャルメディアという語も生まれている）。インターネット上の市民ジャーナリズムに期待する向きもあり、実際にいくつかのメディアが創刊されたものの利用が伸びず、2010年ごろには日本ではほとんどの市民メディアが閉鎖に追い込まれた。

## 問題

### 外部からの干渉
マスメディアに対する外部からの干渉は古くから問題となっている。特に政府からの干渉は検閲や発行禁止など様々な形で行使されており、その干渉を禁じる形で制定されたものが表現の自由である。また、表現の自由や言論の自由に含まれる形で、報道の自由も保障されている。報道の自由には取材の自由や媒体の流通・頒布の自由が含まれている。しかし表現の自由が確立されたのちも、政府とマスメディアの間ではその自由の範囲をめぐってしばしば対立が起きている。軍事的・外交的なものを中心に重要事項がしばしば国家機密に指定される一方、情報公開法が制定され政府の公文書等が一般に公開されるよう定められている国家も多くなってきている。また、マスメディアの重要な職業倫理のひとつに取材源の秘匿が挙げられるが、刑事裁判においてはある程度の尊重はされるものの、どこまで認められるかについては議論がある。

### 報道倫理
一方で、世界に流れる情報の大部分を独占しているマスメディアはそれ自体が巨大な権力を握っていると言えるため、その情報伝達行為自体に問題が生じることも多い。
人権の侵害としては、名誉棄損やプライバシーの侵害、記者たちの取材マナーやモラルの欠けた過剰な取材、事件が起きた際に報道各社が関係者の元に殺到して人々の日常生活を脅かすメディアスクラムなどが挙げられる。犯罪の被害者や加害者に関しては、日本では20歳以下の少年に関しては少年法によって匿名での報道が法的に定められているものの、それ以外の場合は基本的に実名での報道が行われているが、こうした実名報道も重大な人権侵害につながるとされ、匿名での報道を求める声も上がっている。このほかにも、誤報や虚偽報道などのような正確性の問題、偏向報道や扇動のような公平性の問題など、報道倫理に反する事件がしばしば発生している。
また、マスメディアは送り手から一方的に受け手に情報を送るものであるため、受け手側に異論があってもそれをメディアへと反映させることは難しく、一方的な見方がそのまま押し付けられる場合が多い。この状況の是正のため、マスメディアの見解・批判に対して反論の機会提供を請求することの出来る反論権や、メディアに個人の意見を反映させる、いわゆるアクセス権といったマスメディアに民衆からの声を反映させる権利も提唱されている。

### 地域的不均衡
マスメディアは世界のほぼすべての国に存在するが、普及率は地域的に大きく差があり、アメリカやヨーロッパ諸国、日本といった先進諸国では普及率が高く、発展途上国ではあまり普及が進んでいなかった。しかし、発展途上国の経済成長によってその差は縮小しつつある。一例として、2000年ごろから経済成長の続くアジア、なかでもインドや中国で新聞販売数が増加し、2007年には新聞の発行部数の1位が中国、2位がインドとなった。
マスメディアの量的不均衡こそ縮小しつつあるものの、より大きな問題としては情報の流れの不均衡がある。世界のニュースの流れはアメリカのAP通信やイギリスのロイター、フランスのAFP通信といった巨大な国際通信社が握っており、アメリカやヨーロッパからの一方的な情報発信は発展途上国側から非難されてきた。セネガル出身のユネスコ事務総長だったアマドゥ・マハタール・ムボウは1970年代後半に「新世界情報秩序」を提唱してこの状況の是正を訴え、途上国から強い支持を得たものの、この議論の中で東側諸国がジャーナリストの認可制の導入を提唱したこともあって、先進国からは報道の自由を制限するものだとして強い反対の声が上がった。そしてこれを一番の原因として1984年にはアメリカが、次いで1985年にはイギリスおよびシンガポールがユネスコから脱退し、新世界情報秩序はほとんど実績を上げることができないまま立ち消えとなって、南北の情報格差は温存されたままとなった。

## マスメディアの将来
ボルチモア・サン紙の元記者、デイビッド・サイモンは、所詮インターネットに出ている情報は、既存メディアが流している情報をコピー&ペーストして、それに対し独自の意見を付け加えたものでしかなく、ネットのブロガーや市民記者は寄生虫のようなものだと指摘している。宿主となる既存メディアは、その寄生虫のため、自らの経営を蝕まれ、次第に一次的な情報を提供する既存メディアが弱体化し、社会に正確な情報が行き渡らなくなるという。サイモンは、そのためにも、既存メディアはネットでの情報発信を有料化するか、NPO化して市民の寄付などで経営を健全化していくべきだと主張している。
藤代裕之は、いくら個人メディアが増加しても、まとめサイトやネット上の事件を知らせるミドルメディアの登場が示しているように、人々が何を考えているのか情報を共有するマスメディアのようなメディアはなくならないと主張している。また藤代は、マスメディアが凋落してきても、社会の問題を掘り下げ、人々に伝えるという役割の重要性が低下するわけではなく、むしろ誰もが情報を発信でき、膨大なコンテンツが流通する時代になったからこそ、その人にしか表現できないコンテンツを作れる「プロ」と、重要な情報を選び出す「編集」の重要性が増すとも主張している。
空気を作って、社会的・政治的に相手を潰せるためメディア自体が権力との批判の声がある。